# 夏米斯丁艾合麦提·阿布都米吉提
夏米斯丁艾合麦提·阿布都米吉提（1972年11月2日—），新疆喀什人，维吾尔族，恐怖组织东突厥斯坦伊斯兰运动成员，为中华人民共和国公安部认定通缉的第二批东突分子之一，被国际刑警组织通缉。

## 犯罪活动
1999年，夏米斯丁艾合麦提·阿布都米吉提非法出境，2006年5月在南亚某国加入东突厥斯坦伊斯兰运动。同年10月在组织恐怖训练营地接受了该组织军事指挥官艾买提·亚库甫的专门培训，包括武器使用和制作爆炸装置技能培训，成为该组织骨干成员。
2007年12月，阿布都米吉提受组织头目买买提明·买买提指派前往中东某国，在当地中国人中宣传分裂和极端思想，并将其中信奉极端思想的艾可米来·吾买尔江等人发展为组织成员，纠合成立恐怖活动小组，企图针对中国境外目标实施恐怖袭击。
2007年12月至2008年6月，阿布都米吉提在中东某国多次受组织骨干成员艾买提·亚库甫指使，先后筹集了上万美元的活动资金，在当地购买了大量制爆化学原料，基本完成制爆准备，多次对当地的中国目标进行察看，最终将一个有大量中国商人聚集的大型市场列为袭击目标，企图在北京奥运会开幕前对该市场实施爆炸。